# Transformers: Convoy no Nazo
Transformers: Convoy no Nazo fue un videojuego que salió sólo para la Nintendo Entertainment System de Japón (Famicom) desarrollado y distribuido por Takara en 1986. El juego está basado en la serie animada Transformers donde en aquellos años gozaba de gran populadidad en todo el mundo. La traducción del nombre del juego es Transformers: Mystery of Convoy aunque en realidad tendría que ser Transformers: Mystery of Optimus Prime debido a que con el nombre de Convoy es conocido Optimus Prime en Japón. El personaje principal y protagonista del juego es el Autobot Ultra Magnus.
Aunque ese era el nombre original del juego en la caja y en el cartucho de juego decía Mystery of Convoy en vez de Convoy no nazo.

## El juego
Durante el juego usas a Ultra Magnus en un juego de disparos de pantalla horizontal y de avance hacia la derecha de la pantalla como era típico en los juegos del tipo aventuras o arcade. En los 9 niveles siempre debes enfrentarte con Decepticons incluido en las fases finales de cada nivel donde debes enfrentarte desde jefes Decepticons gigantes hasta otras edificaciones que intentaran eliminarte. Puedes cambiar de forma desde un robot de mayor agilidad a un camión que puede atacar desde el suelo hacia los enemigos aéreos o terrestres. El objetivo principal de Ultra Magnus es rescatar a Bumblebee. También se pueden encontrar zonas secretas para ir directo a un nuevo nivel sin tener que completarlo al máximo. 
También puedes usar Rodimus Prime recolectando las letras que forman RODIMUS en los niveles 1,2,4,5,7,8 y 9. Debido al sprite del juego la única diferencia entre la apariencia de Ultra Magnus y Rodimus Prime en modo robot es que tiene la forma del primero pero el color del segundo.

## Críticas
El juego es extremadamente difícil debido a que cada vez que te toca alguna bala o Decepticon siempre mueres, sumado a que los enemigos siempre están en masa para atacarte y a los pocos espacios que hay para esquivar los proyectiles debido a lo pequeño que es el espacio de juego. Como solo empiezas con 2 vidas lo hace aún más difícil. El otro problema es que a la hora de transformarse en camión hay demasiada demora lo que hace sea mucho más fácil perder una de tus vidas. Su pésima programación de los niveles más los malos gráficos hacen que la crítica de videojuegos reciba a "Convoy no Nazo" como un pésimo videojuego.
Lo más difícil del juego es completar el último nivel debido a que es un laberinto que hay que completarlo con un patrón estricto de recorrido, ya que cada vez que no completas bien el nivel debes volver a repetirlo. De hecho muchos dicen que el ROM está corrupto debido a una partida de juego que dure demasiado tiempo.
A pesar de ello, el juego se convirtió en una pieza muy rara buscada por coleccionistas y fanes de la franquicia Transformers.
- Datos: Q2449283